# Лемешко, Пётр Николаевич
Пётр Николаевич Лемешко (12 июля 1906, слобода Мартыновка, Область Войска Донского — 25 июля 1985) — советский военачальник, во время советско-японской войны командующий Военно-воздушными силами Тихоокеанского флота, в 1947—1950 годах — командующий авиацией ВМФ СССР. Генерал-лейтенант авиации (1944).

## Биография
Пётр Николаевич Лемешко родился 12 июля 1906 года в слободе Мартыновка Сальского округа Донской области в семье кузнеца.
В 1925 году окончил трудовую школу в Краснодаре и затем стал курсантом Военно-морского училища имени М. В. Фрунзе.
В 1929 году окончил школу морских лётчиков, а в 1935 году — Качинскую школу пилотов.
Командующий ВВС ТОФ с мая 1939 по ноябрь 1944 года и с января 1945 по февраль 1946 года. В этой должности принимал участие в советско-японской войне.
С 1946 по 1947 годы командовал авиацией Черноморского флота, затем до 1950 года — авиацией ВМФ СССР.
В 1952 году окончил Военную академию Генштаба.
Лемешко вышел в отставку в 1969 году.
Пётр Николаевич Лемешко умер 25 июля 1985 года. Похоронен на Введенском кладбище (12 участок).

## Награды
- три ордена Ленина
- два ордена Красного Знамени
- орден Ушакова 1 степени
- орден Отечественной войны 1 степени
- два ордена Красной Звезды
- Медали СССР

## Воинские звания
- капитан (1936)
- майор (1938)
- полковник (1939)
- комбриг (1 декабря1939)
- генерал-майор авиации (4 июня 1940)
- генерал-лейтенант авиации (30 апреля 1944)